# Seleção Austríaca de Futebol Feminino
A Seleção Austríaca de Futebol Feminino representa a Áustria no Futebol Feminino Internacional.
A seleção tem principalmente jogadoras do Campeonato Alemão de Futebol Feminino e do Campeonato Austríaco de Futebol Feminino. 
O país falhou na tentativa de chegar ao torneio final da Copa do Mundo de Futebol Feminino de 2007. No grupo E, junto de França, Inglaterra, Holanda e Hungria, o país conseguiu apenas uma vitória em seus jogos - frente à Hungria - e acabou na penúltima posição do grupo.